# Otocepheus kadazan
Otocepheus kadazan är en kvalsterart som beskrevs av Sandór Mahunka 2000. Otocepheus kadazan ingår i släktet Otocepheus och familjen Otocepheidae. Inga underarter finns listade i Catalogue of Life.